# Лочошвили, Лука
Лу́ка Лочошви́ли (груз. ლუკა ლოჩოშვილი; род. 29 мая 1998, Тбилиси) — грузинский футболист, защитник немецкого клуба «Нюрнберг» и национальной сборной Грузии. Участник чемпионата Европы 2024.

## Карьера

### «Динамо» Тбилиси
Воспитанник футбольный академии тбилисского «Динамо». В марте 2014 года футболист сыграл свой единственный матч во второй команде клуба против тбилисского клуба «Гагра». В ноябре 2014 года футболист также попал в заявку основной команды на матч Кубка Грузии, однако на поле так и не вышел и затем продолжил выступать за юношескую команду клуба.
В ноябре 2016 года футболист стал тренироваться с основной командой клуба. Дебютировал за клуб 2 ноября 2016 года в матче Кубка Грузии против кутаисского «Торпедо». Свой дебютный матч в рамках Эровнули Лиги сыграл 18 ноября 2016 года против тбилисского «Локомотива». По итогу сезона футболист вместе с клубом стал серебряным призёром чемпионата.
В начале 2017 года футболист готовился к новому сезону уже как один из основных игроков клуба. Первый матч сыграл 11 марта 2017 года против тбилисского «Локомотива», выйдя в стартовом составе и отыграв все 90 минут. Свой дебютный гол за клуб забил 21 мая 2017 года в матче против клуба «Самтредиа».

### «Динамо» Киев
В августе 2017 года футболист перешёл в киевское «Динамо», подписав контракт до 2022 года. Сумма трансфера составила порядка 350 тысяч евро. Грузинский футболист первое время восстанавливался от полученной травмы, а позже отправился выступать за молодёжную команду киевского клуба.

#### Аренда в «Динамо» Тбилиси
В марте 2018 года футболист на правах арендного соглашения до конца сезона вернулся в тбилисское «Динамо». первый матч за клуб сыграл 13 мая 2018 года против тбилисского «Локомотива». Футболист снова стал одним из ключевых игроков клуба. В июле 2018 года футболист вместе с клубом отправился на квалификационные матчи Лиги Европы УЕФА. Дебютный матч в рамках еврокубкового турнира сыграл 12 июля 2018 года против словацкого клуба ДАК 1904. По итогу сезона футболист стал полуфиналистом Кубка Грузии и серебряным призёром чемпионата. По окончании срока арендного соглашения покинул грузинский клуб.

#### Аренда в «Жилину»
В феврале 2019 года футболист на правах арендного соглашения перешёл в словацкий клуб «Жилина», до конца сезона. Футболист также стал выступать за вторую команду клуба, за которую дебютировал 8 марта 2019 года против клуба «Дубница», забив свой дебютный за неё гол. За основную команду клуба футболист дебютировал 6 апреля 2019 года в матче против клуба ДАК 1904. Стал серебряным призёром Кубка Словении, где в финале 1 мая 2019 года словацкий клуб уступил в серии пенальти трнаварскому «Спартаку», а сам футболист остался на скамейке запасных. В начале нового сезона футболист отправился выступать лишь во вторую команду, к основному составу клуба ни разу не привлекавшись. По окончании арендного соглашения футболист покинул клуб. Затем футболист в январе 2020 года также покинул и киевское «Динамо».

### «Динамо» Тбилиси
В январе 2020 года футболист снова вернулся в тбилисское «Динамо», только уже на правах свободного агента. Новый сезон начал 23 февраля 2020 года с поражения за Суперкубок Грузии, уступив титул «Сабуртало». Первый матч в чемпионате сыграл 29 февраля 2020 года в матче против клуба «Телави». Футболист сразу же закрепился в основной команде тбилисского клуба. Первым результативным действием за клуб отличился 7 августа 2020 года в матче против тбилисского клуба «Мерани», отдав голевую передачу. Затем вместе с клубом отправился на квалификационный матч Лиги чемпионов УЕФА, где 19 августа 2020 года уступил албанскому клубу «Тирана».

### «Вольфсберг»
В августе 2020 года футболист перешёл в австрийский клуб «Вольфсберг». Дебютировал за клуб 13 сентября 2020 года в матче против клуба «Ред Булл Зальцбург», на 16 минуте заработав прямое удаление с поля. В октябре 2020 года вместе с клубом отправился на групповой этап Лиги Европы УЕФА. Первый матч в рамках группового этапа сыграл 22 октября 2020 года против московского ЦСКА. В своём следующем матче 25 октября 2020 года против венского «Рапида» отличился своей первой за клуб результативной передачей. Вместе с клубом занял второе место в группе в рамках Лиги Европы УЕФА и вышел в раунд плей-офф. Первый матч сыграл 18 февраля 2021 года против «Тоттенхэма», уступив ему с разницей в 3 мяча. В ответном матче 24 февраля 2021 года «Тоттенхэм» уверенно одержал победу над австрийским клубом, тем самым грузинский футболист закончил своё выступление в рамках еврокубков. Свой дебютный гол за клуб забил 21 марта 2021 года в матче против венской «Аустрии». На протяжении всего сезона футболист оставался одним из ключевых игроков в клубе.
Новый сезон начал 16 июля 2021 года с матча Кубка Австрии против клуба «Винер Шпорт-Клуб». Первый матч в чемпионате сыграл 25 июля 2021 года против клагенфуртской «Аустрии». В августе 2018 года футболист вместе с клубом отправился на квалификационные матчи Лиги конференций УЕФА. Первый матч в рамках еврокубкового матча сыграл 3 августа 2021 года против мальтийского клуба «Гзира Юнайтед». В матче 27 февраля 2022 года против венской «Аустрии» грузинский футболист увидел на поле потерявшего сознание Георга Тайгля, и бросился ему на помощь, не дав затем тому задохнуться от того, что австрийский футболист после сильного удара проглотил язык и не мог дышать. В марте 2022 года футболист получил Орден Почёта от губернатора Каринтии за совершённый поступок. Своим первым забитым в сезоне голом отличился 15 мая 2022 года против клуба «Штурм». По итогу сезона футболист закончил чемпионат на четвёртом итоговом месте. Сам же футболист смог отличиться своим единственным забитым голом.

### «Кремонезе»
В августе 2022 года футболист перешёл в итальянский клуб «Кремонезе». Сумма трансфера составила порядка 1 миллиона 600 тысяч евро. Дебютировал за клуб 22 августа 2022 года в матче итальянской Серии A против «Ромы». Первым результативным действием за клуб футболист отличился 16 октября 2022 года в матче против «Специи», отдав голевую передачу. В феврале 2023 года футболист получил награду FIFA Fair Play Award в рамках The Best FIFA Football Awards 2022 за спасение австрийского футболиста во время выступления за «Вольфсберг». Дебютный гол за клуб забил 8 апреля 2023 года в матче против «Сампдории». По итогу сезона вместе с клубом занял предпоследнее место в турнирной таблице и вылетел в Серию B.
Новый сезон за клуб в итальянской Серии B начал с матча 30 августа 2023 года против клуба «Тернана», выйдя на поле в стартовом составе.

## Международная карьера

### Молодёжные сборные
В октябре 2014 года футболист вместе с юношеской сборной Грузии до 17 лет отправился на квалификационные матчи юношеского чемпионата Европы. Дебютировал за сборную 26 октября 2014 года в матче против сборной Лихтенштейна. Вместе со сборной вышел в элитный раунд квалификаций, где вместе со сборной занял третье итоговое место в группе и покинул розыгрыш турнира.
В сентябре 2015 года футболист получил вызов в юношескую сборную Грузии до 19 лет. Дебютировал за сборную 7 сентября 2015 года в товарищеском матче против сборной Латвии. В ноябре 2015 года футболист вместе со сборной отправился на квалификационные матчи юношеского чемпионата Европы до 19 лет. Вместе со сборной вышел в элитный раунд квалификаций, где вместе со сборной занял четвёртое последнее место в группе и покинул розыгрыш турнира.
В марте 2017 года футболист отправился в распоряжение молодёжной сборной Грузии. Дебютировал за сборную 22 марта 2017 года в товарищеском матче против Исландии. В октябре 2018 года футболист вместе со сборной отправился на квалификационные матчи молодёжного чемпионата Европы. Дебютный гол за сборную забил 26 марта 2019 года в матче против Израиля.

### Национальная сборная
В сентябре 2021 года футболист вместе с национальной сборной Грузии отправился на квалификационные матчи чемпионата мира. Дебютировал за сборную 5 сентября 2021 года в матче против Испании. Дебютный гол за сборную забил 12 октября 2023 года в товарищеском матче против сборной Таиланда.

## Достижения
Клубные
«Динамо» Тбилиси
- Обладатель Кубка Грузии: 2014/15
- Чемпион Грузии: 2015/16

Личные
- The Best FIFA Football Awards 2022 — FIFA Fair Play Award